# خانه مشیر الممالک
خانه مشیر الممالک مربوط به دوره قاجار است و در یزد، خیابان قیام، کوچه امامزاده جعفر، پلاک ۹۶ واقع شده و این اثر در تاریخ ۲۸ اسفند ۱۳۸۵ با شمارهٔ ثبت ۱۸۷۵۰ به‌عنوان یکی از آثار ملی ایران به ثبت رسیده است.